# Шуппанциг, Игнац
Игна́ц Шуппанци́г (нем. Ignaz Schuppanzigh; 20 ноября 1776, Вена, Австрия — 2 марта 1830, Вена, Австрия) — австрийский дирижёр и скрипач.

## Биография
Сын учителя итальянского языка, преподававшего в Терезианской академии. Во время руководства струнным квартетом князя Лихновского учил игре на скрипке Людвига ван Бетховена, с которым поддерживал дружеские отношения до его смерти в 1827 году, в Вене.
В 1804 году Игнац Шуппанциг основал собственный квартет, в котором в разные годы играли Йозеф Майзедер, Франц Вайс, Петер Гензель, Антон Крафт и Эмануэль Аллоис Фёрстер, в 1808 году в квартет также был принят Йозеф Линке как виолончелист и в 1823 — Карл Хольц как вторая скрипка. Квартет Игнаца Шуппанцига был известен как лучший струнный квартет в Европе и как первый профессиональный струнный квартет. С 1808 — по 1816 год квартет Шуппанцига содержал русский князь и меценат Андрей Разумовский. Также именно струнный квартет Шуппанцига первым исполнял многие из последних квартетов Людвига ван Бетховена.
Франц Шуберт посвятил Игнацу Шуппанцигу «Rosamunde Quartett». С 1795 года Игнац Шуппанциг выступал как дирижёр на концертах в замке Аугартен.
Среди его известных учеников – Франц Пехачек.